# Igor Malijevský
Igor Malijevský (* 15. dubna 1970 Praha) je český teoretický fyzik, umělecký fotograf, spisovatel, básník, textař, rozhlasový moderátor a kuchař.

## Život
Narodil se v Praze, kde na Matematicko-fyzikální fakultě Univerzity Karlovy vystudoval obor Teoretická fyzika, studium zakončil prací Deterministický chaos v plazmatu tokamaku a absolvoval šest semestrů filozofie na Filozofické fakultě téže univerzity. Následně pracoval jako učitel informatiky, redaktor, nebo IT specialista. Žije v obci Čelechovice, nedaleko Kladna.
S Jaroslavem Rudišem uvádí od roku 2007 v divadle Archa literárně-hudební kabaret EKG (dříve Monoskop). Na stanici Vltava Českého rozhlasu moderoval pořad Čajovna, spolu s vibrační diagnostičkou a němou léčitelkou po rozhlasových vlnách slečnou Jarkou. Na této stanici také má s Václavem Kahudou pořad Večerní škola (Existenciální poradnu Václava Kahudy a Igora Malijevského, v rámci pořadu Rádio Dada). Píše písňové texty pro hudebníka Tomáše Pastrňáka a hudební formaci Hlinomazův apetit.

## Dílo
Uměleckým aktivitám se začal ve větší míře věnovat kolem roku 1995. Své černobílé fotografie zachycuje klasickou metodou pomocí analogového fotoaparátu na film. Realizoval řadu samostatných i skupinových výstav, jeho fotografie jsou zastoupeny v řadě českých i zahraničních galerií a soukromých sbírkách. V letech 1999 a 2003 získal ocenění ve fotografické soutěži Czech Press Photo. Svými fotografiemi ilustroval řadu knížek a spolupodílel se na knižních obálkách nakladatelství Druhé město, Torst, Labyrint, Protis, Artbooks aj. Malijevský se vedle fotografie věnuje také umělecké literatuře. Pracuje s žánry, jako jsou krátké povídky, básně, popřípadě básnické poémy. Jeho texty vycházejí v českých periodikách, např. Literární noviny, Tvar, Lidové noviny, Revolver Revue, Salon Práva a dalších.

## Vybrané výstavy
- 2003 – The photographic Eye, Gallery of Fotofest, Houston, USA
- 2006 – Imago Fotokunst, Berlín, Německo
- 2006 – Museet for Fotokunst, Odense, Dánsko
- 2006 – ČC Sofie, Bulharsko
- 2007 – ČC Budapešť, Maďarsko
- 2008 – The Sings, Fotomuseum Den Haag, Nizozemí (Empty paradise)[22][23]
- 2008 – PDNB, Dallas, USA (Contemporary Czech Photography) [24]
- 2008 – Photographs Do Not Bend Gallery, Dallas, USA
- 2010 – Doma Gallery, Charlotte NC, USA (Mysticism, Apparations, Dreams)[25]
- 2010 – Henry Gregg Gallery, New York, USA, (In the Zone – with Robert Frank, Gordon Parks and others)[26]
- 2011 – Seoul Photo 2011, Soul, Jižní Korea[27]
- 2012 – See+ Gallery, Peking, Čína
- 2012 – Stern Verlag Gallery, Kassel
- 2013 – Stredoeurópsky dom fotografie, Bratislava[28]
- 2013 – Staroměstská radnice, Praha[29]
- 2015 – Výstavní síň Chrudim, Chrudim[30]
- 2016 – Znamení Lvova, České centrum, Praha[31]
- 2016 - Camera Club of the Philippines, Manila, Filipíny[32]
- 2017 – Igor Malijevský: Fotografie 1996-2016, Galerie Vltavín, Praha[33]
- 2019 - Velvet Generation, Silver Street Studio, Huston, USA[34]